# Polypedates zed
Polypedates zed é uma espécie de anfíbio da família Rhacophoridae.
Pode ser encontrada nos seguintes países: Nepal e possivelmente em Índia.
Os seus habitats naturais são: florestas subtropicais ou tropicais húmidas de baixa altitude, pântanos e marismas de água doce.